# یوزفین (گمینا خوم)
یوزفین (به لهستانی:  Józefin) یک روستا در لهستان است که در گمینا خوم واقع شده‌است.